# Polymerus brevirostris
Polymerus brevirostris är en insektsart som beskrevs av Knight 1925. Polymerus brevirostris ingår i släktet Polymerus och familjen ängsskinnbaggar. Inga underarter finns listade i Catalogue of Life.